# Elly Baltus

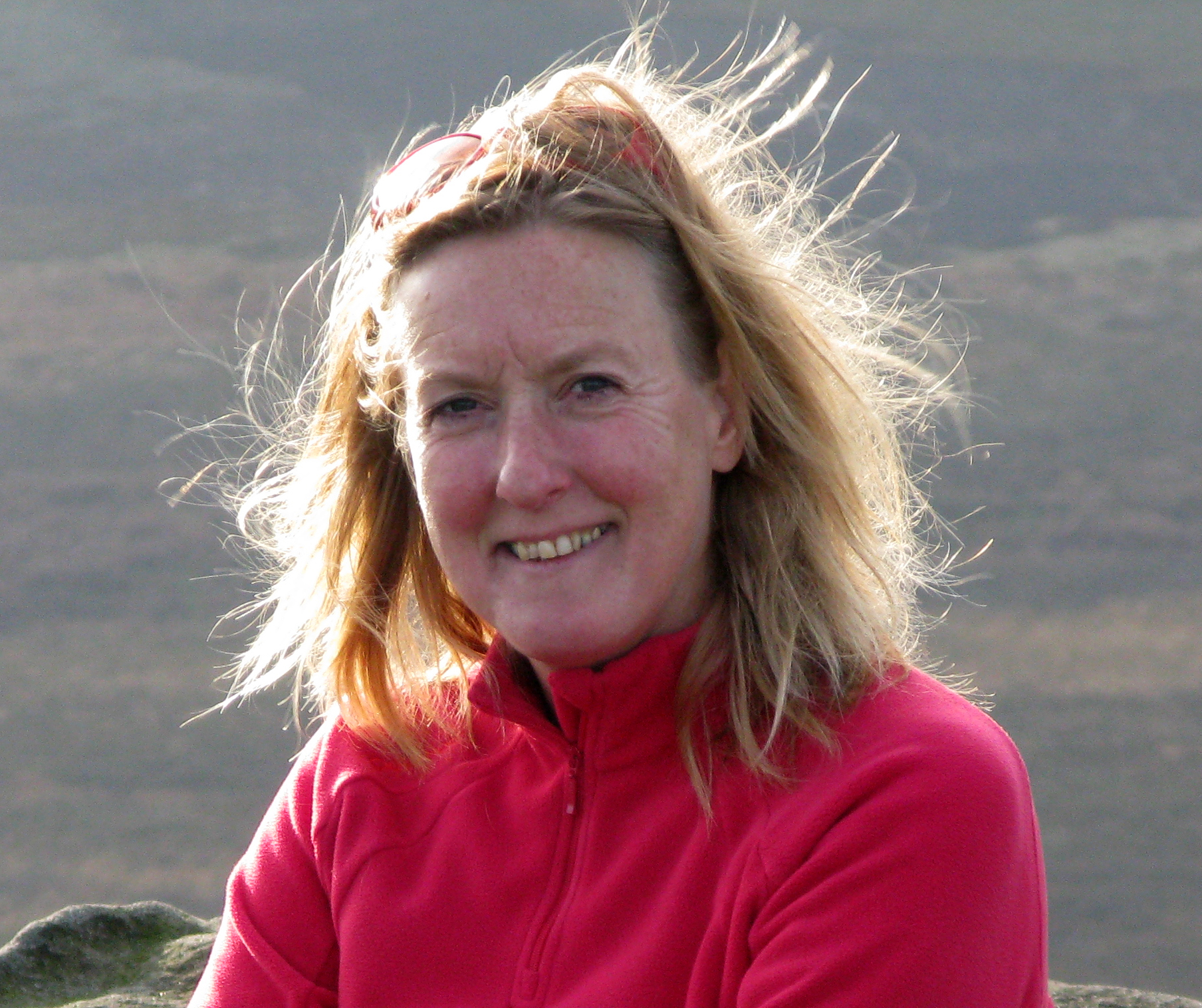
Elly Baltus, 2012

Elly Baltus (* 12. Juni 1956 in Bergen, Provinz Noord-Holland) ist eine niederländische Bildhauerin und Medailleurin.

## Leben und Werk
Baltus wurde in Bergen in Noord-Holland geboren. Sie studierte bis 1980 Bildhauerei an der Gerrit Rietveld Academie in Amsterdam und erwarb ihren Master of Arts an der University of Wales. 2004 besuchte sie die Koninklijke Academie van Beeldende Kunsten in Den Haag im Fach Medaillenkunst.
Sie fertigt sowohl Medaillen als auch teils überlebensgroße freistehende Statuen. Ihre Skulpturen sind Assemblagen aus unterschiedlichen Materialien, die in Bronze gegossen werden. Zu sehen ist dies unter anderem am Mahnmal Vrouwen uit het verzet („Frauen aus dem Widerstand“) für die Frauen des niederländischen Widerstands. Die Bronzestatue der 1,85 Meter großen stehenden weiblichen Figur trägt ein Kleid, das aus einer alten Tür des Deportationszuges gefertigt wurde. An den Seiten des Sockels sind die Namen der 21 Frauen eingraviert, die in den Konzentrationslagern Ravensbrück und Auschwitz starben und auf dem Kleid sind die Namen der illegalen Widerstandszeitungen eingraviert, die während des Zweiten Weltkriegs mit der Hilfe von Frauen verteilt wurden.
Baltus ist seit 1987 Mitglied der Beroepsvereniging van Beeldende Kunstenaars. Mit ihrer Medaillenkunst gewann Baltus 2010 für „Running Around“ den Grand Prix der Fédération internationale de la médaille d’art (Fidem). Ihre Skulpturen stehen im öffentlichen Raum, in Museen und sind in Privatbesitz. Sechs ihrer Medaillen befinden sich in der Sammlung des British Museums.

### Werke im öffentlichen Raum (Auswahl)
- Vrouwen uit het verzet, Heerhugowaard, 1999
- Jan van Scorel, Schoorl
- Vrouw met kind, Voorne aan Zee
- Sint Maarten Kinderen, Alkmaar, 1997
- Maerten van Heemskerck, Heemskerk
- Jan Jansz. Weltevree, Graft-De Rijp, Alkmaar

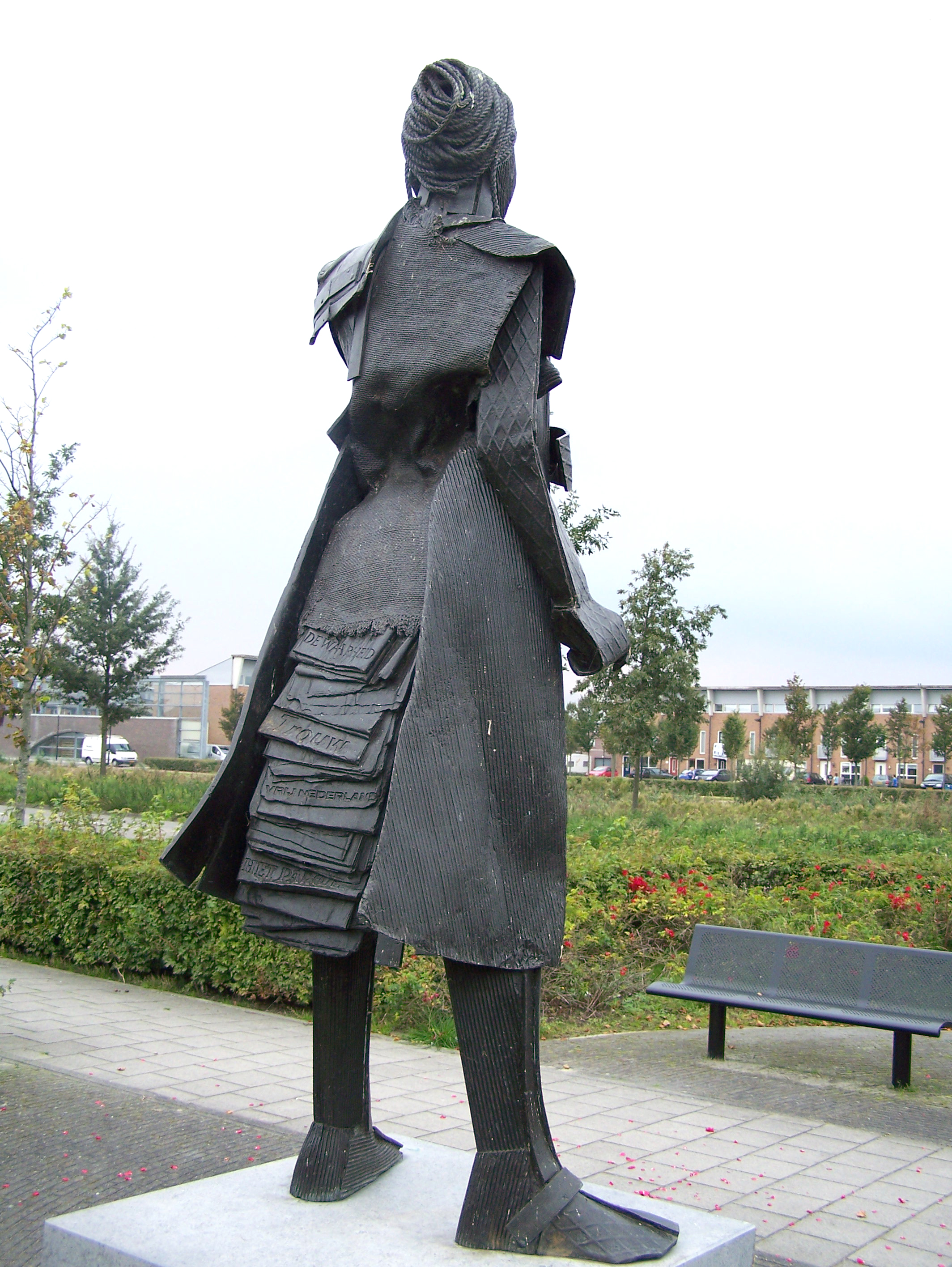
Vrouwen uit het verzet, Rückseite
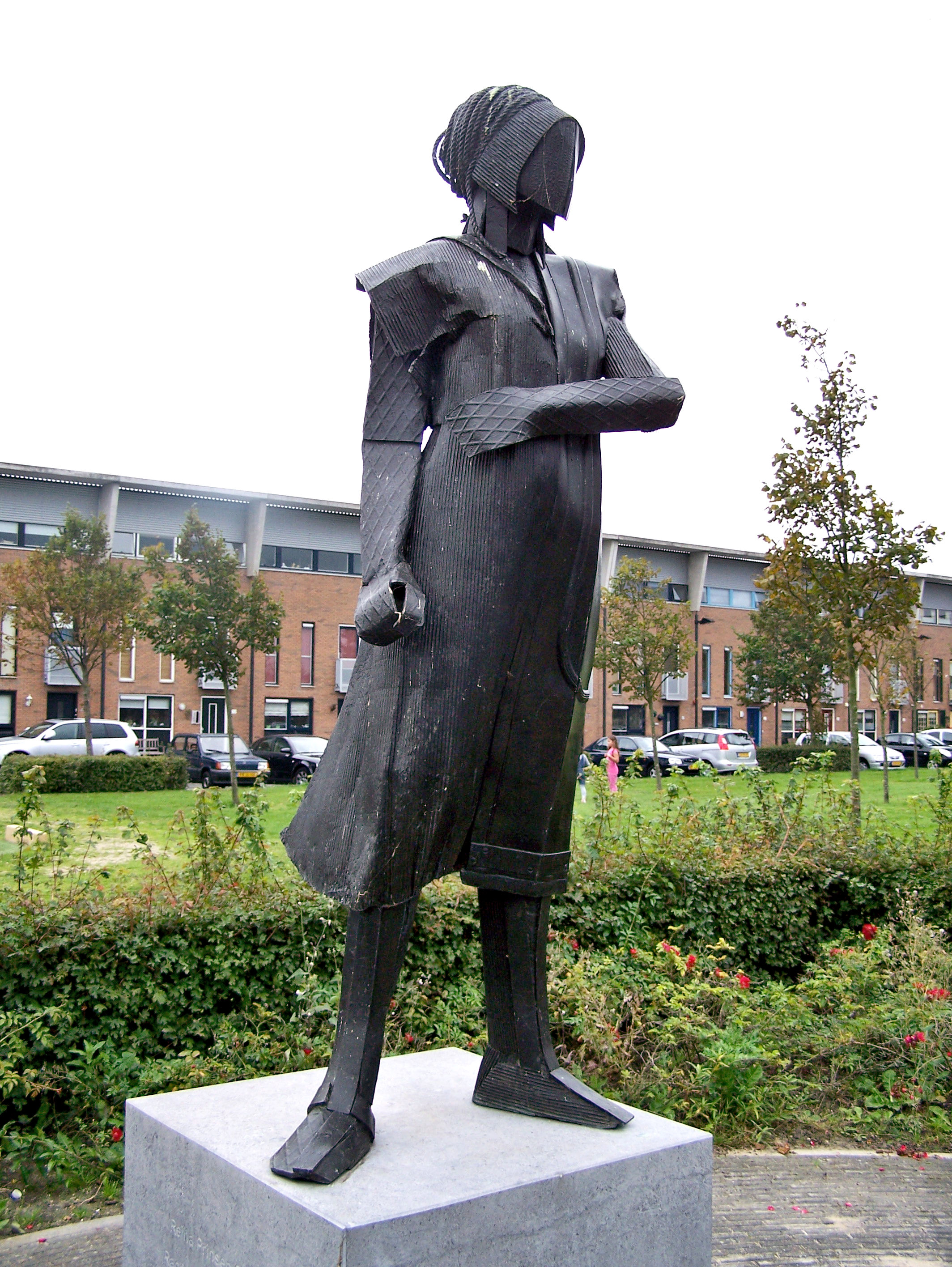
Vrouwen uit het verzet, Vorderseite
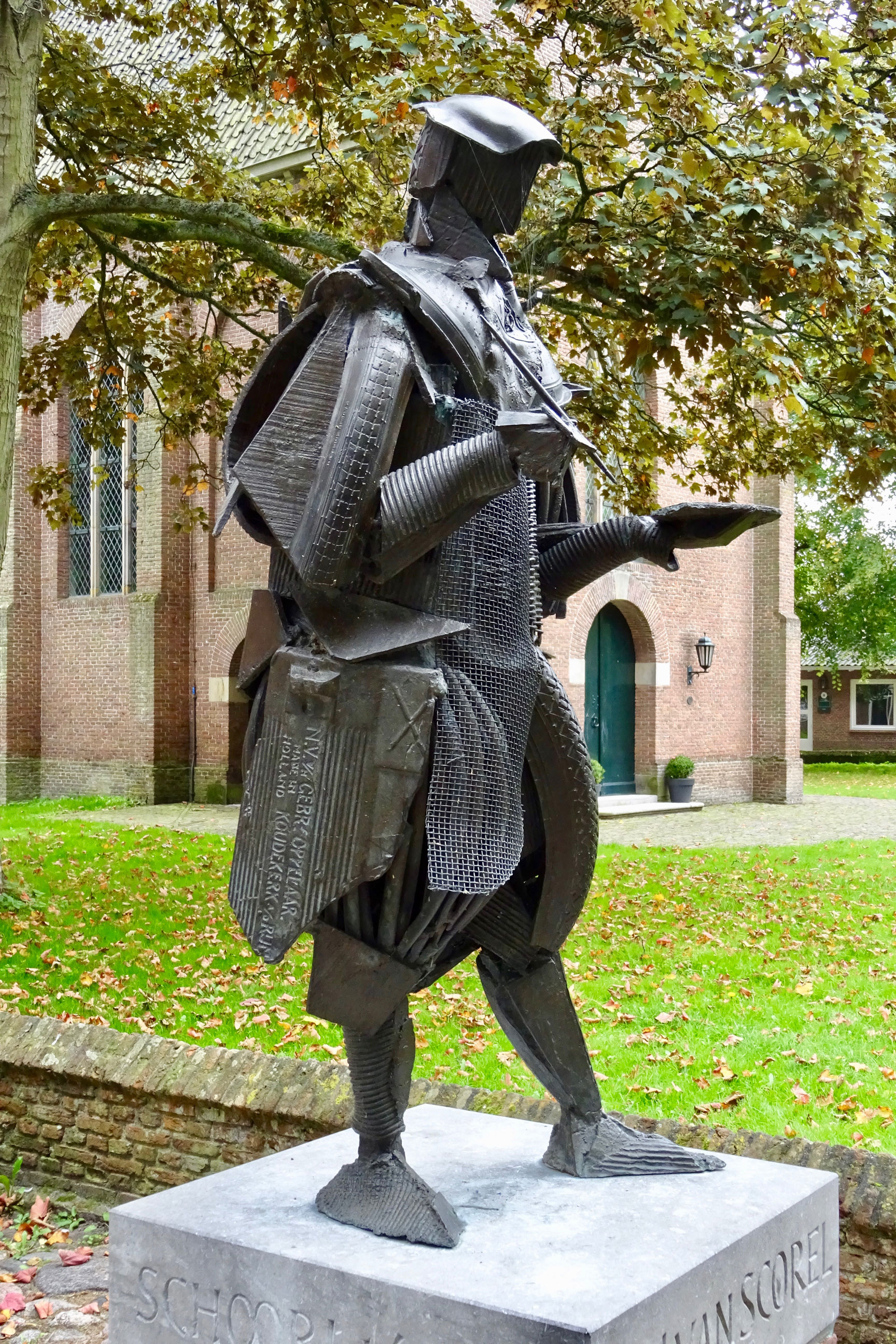
Jan van Scorel
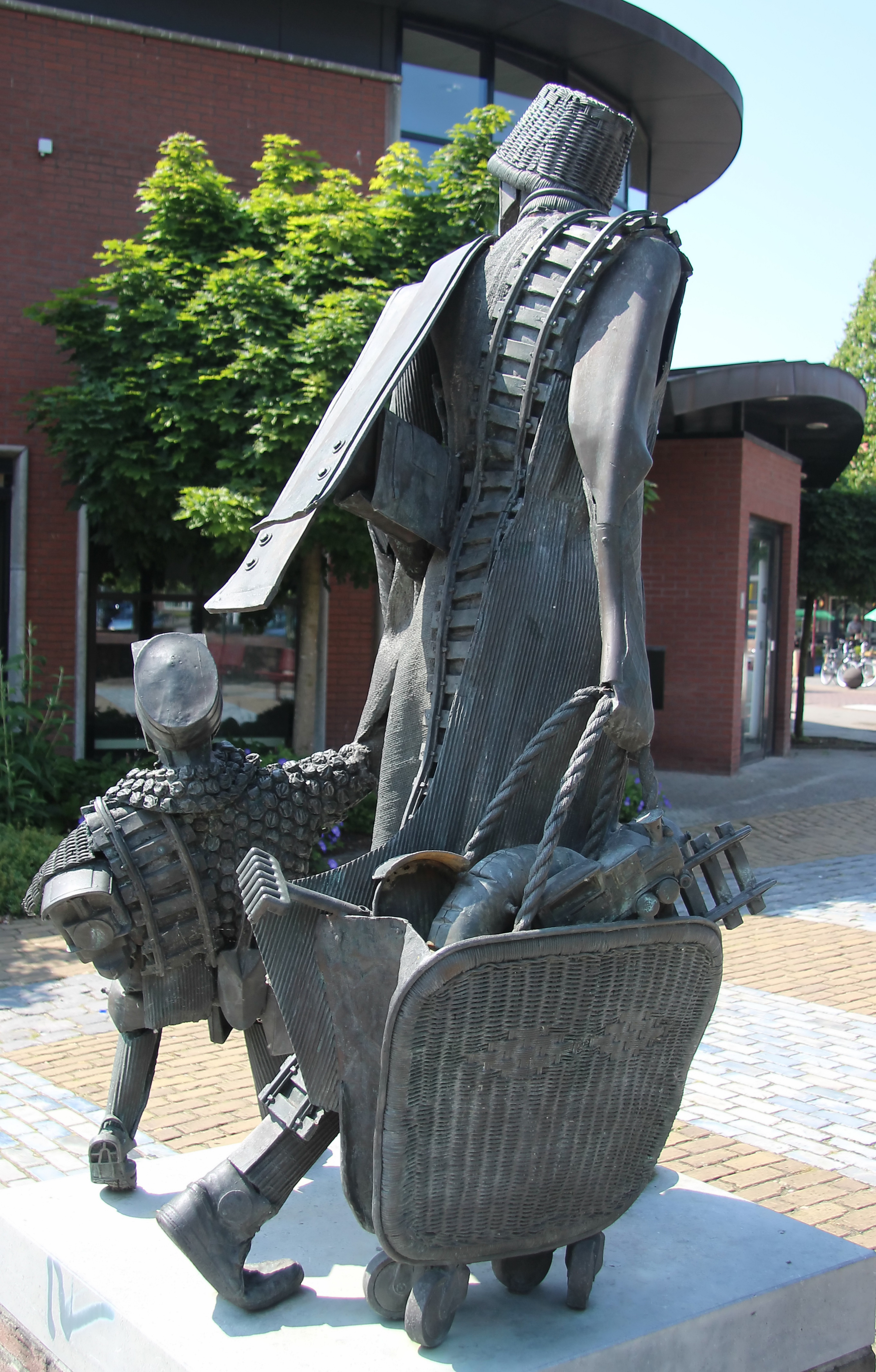
Vrouw met kind, Rückseite
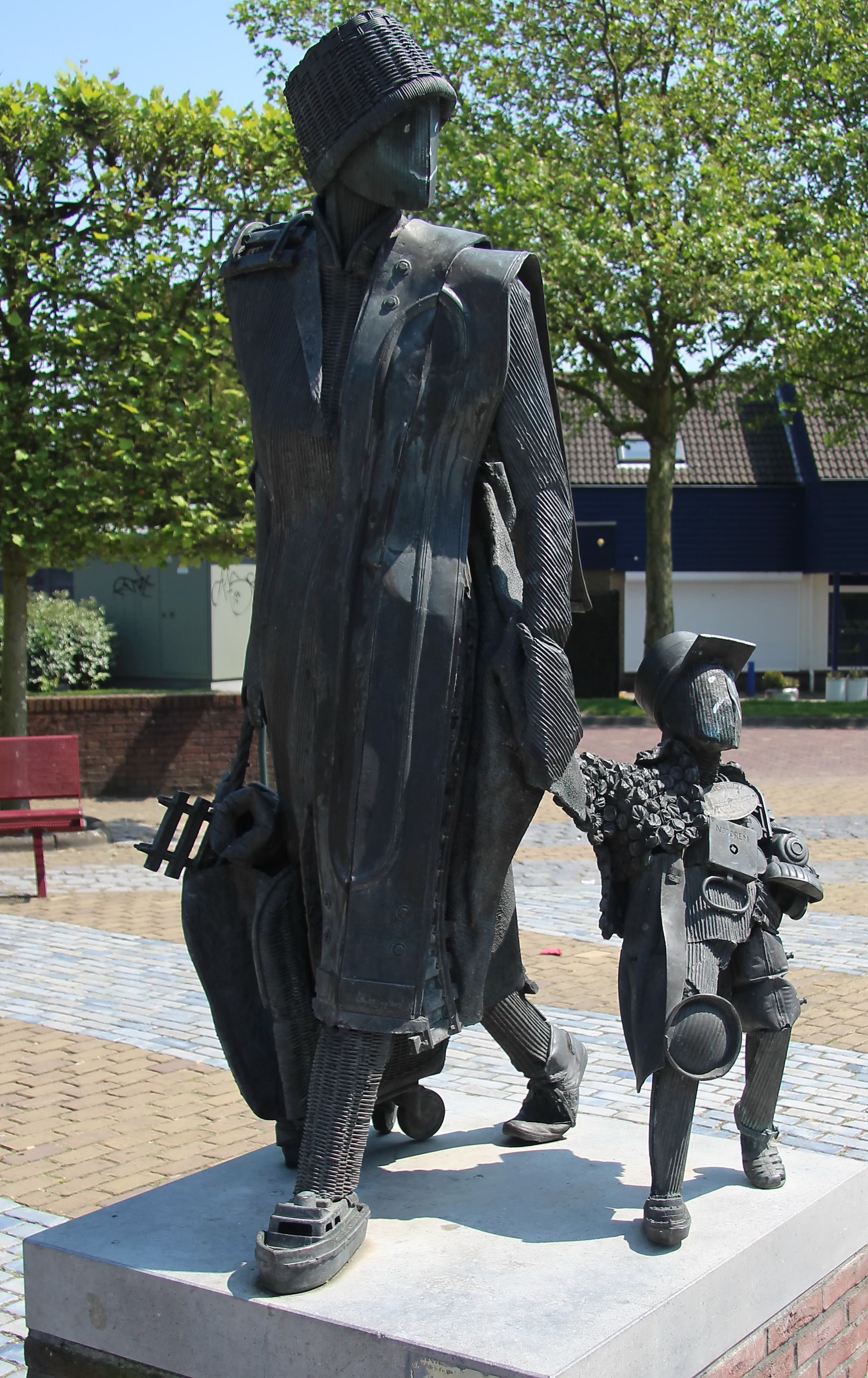
Vrouw met kind, Vorderseite
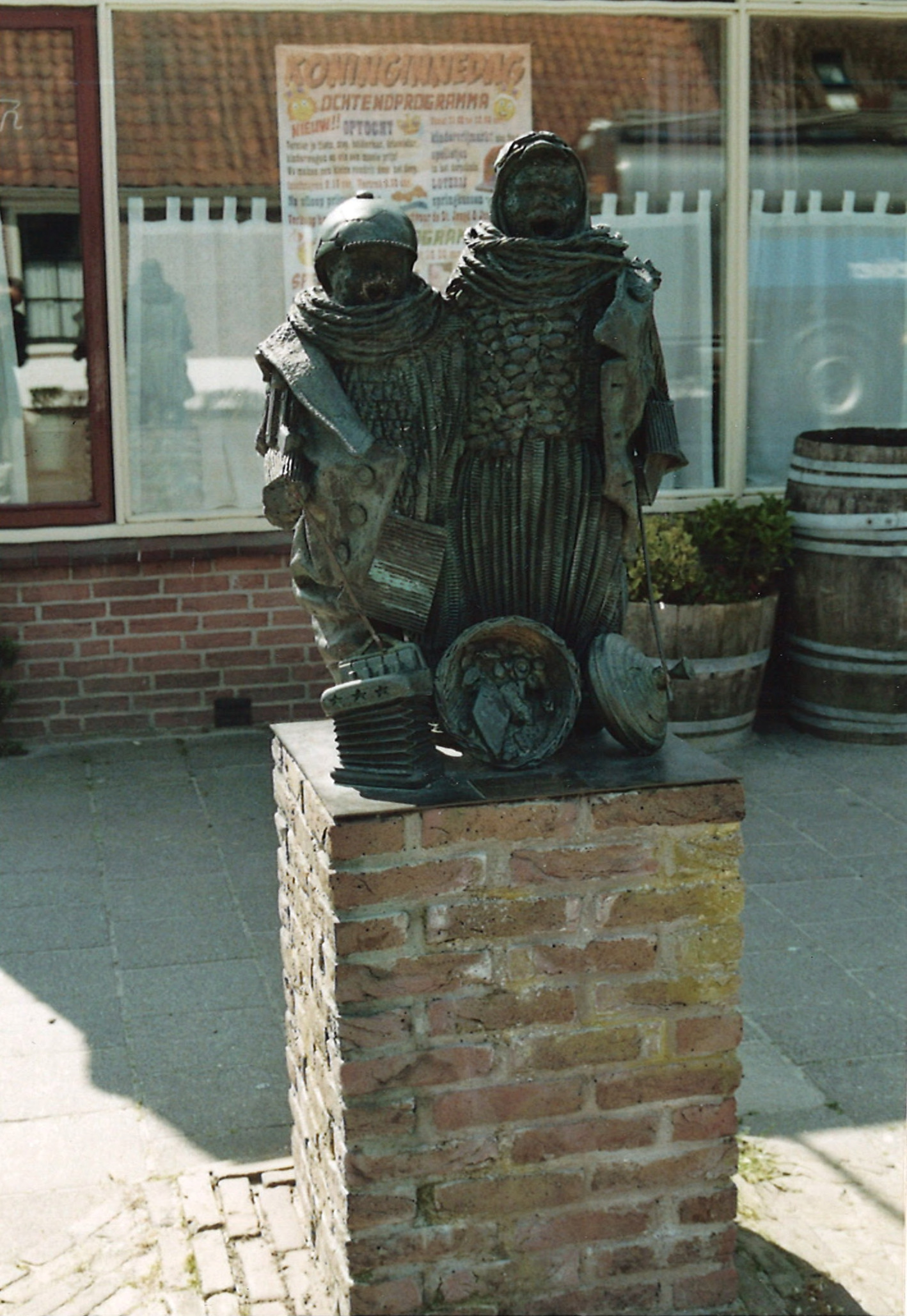
Sint Maarten Kinderen
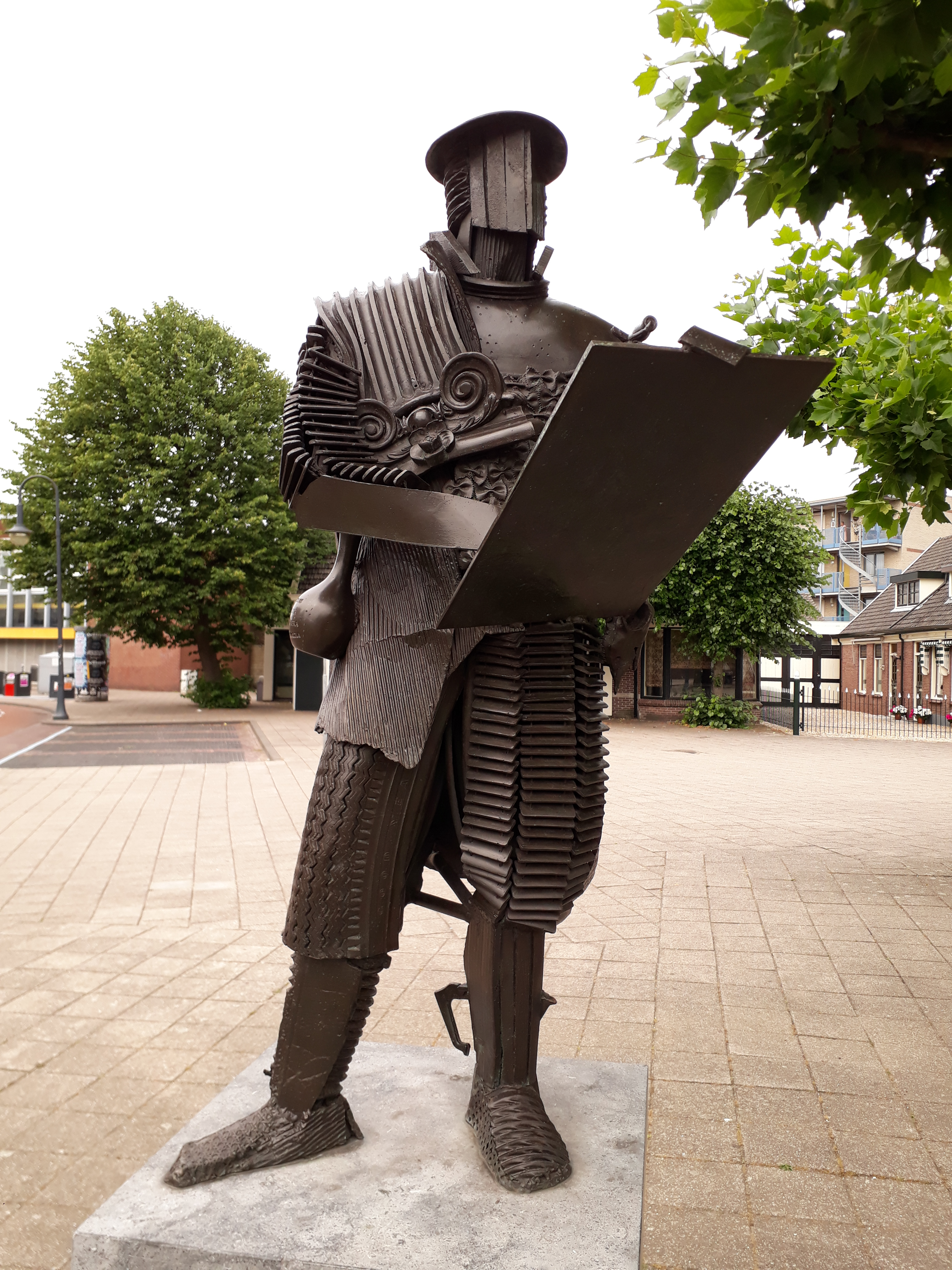
Maerten van Heemskerck
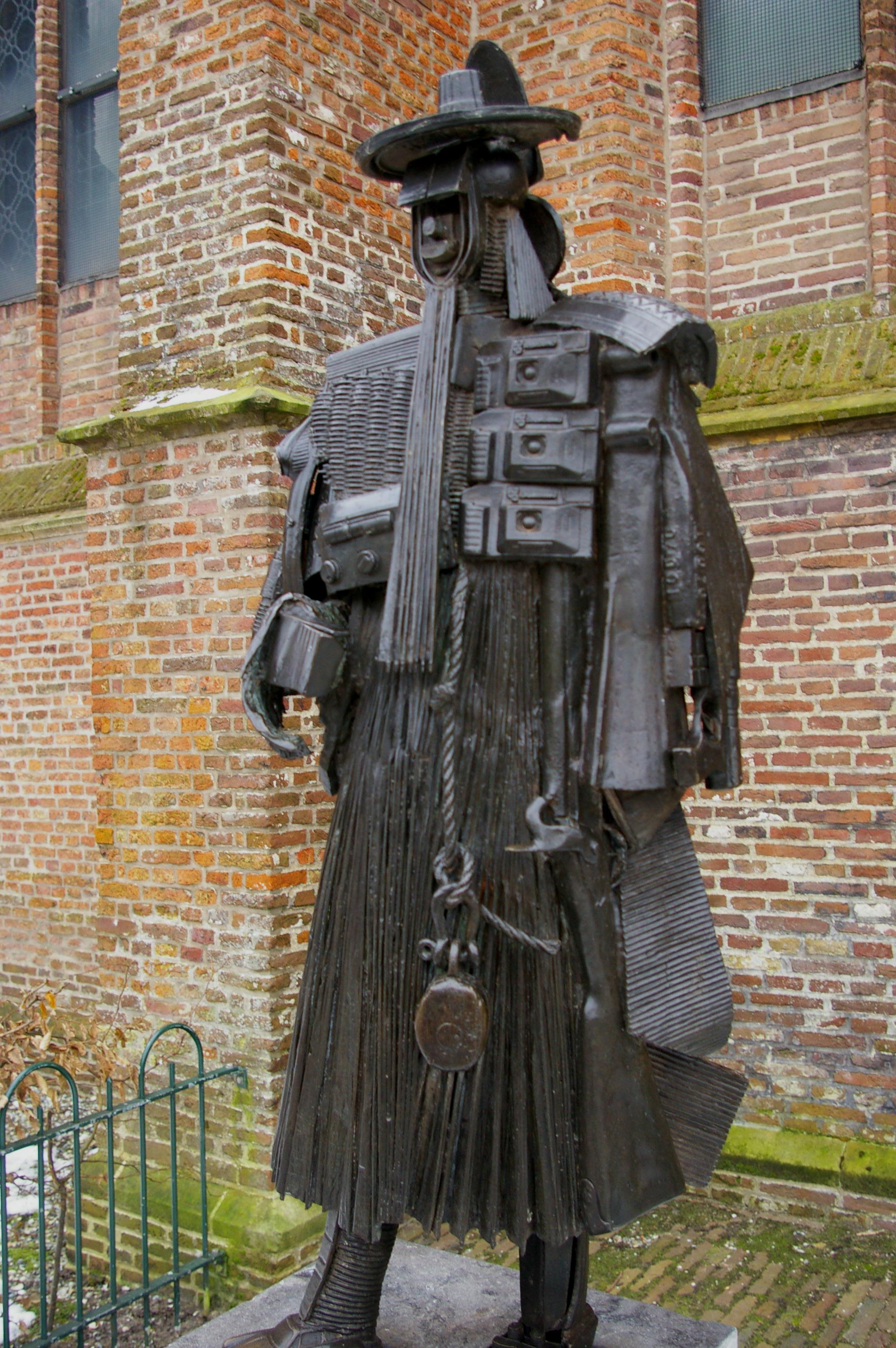
Jan Jansz. Weltevree

## Ausstellungen (Auswahl)
- 2020: Museum Beelden aan Zee
- 2020: Stedelijk museum Alkmaar
- 2017: Heerlijck Zicht, Kunstroute Diepenheim, Hof van Twente
- 2012: Penningen, sleutels tot de beeldhouwkunst, Museum ’t Oude Slot, Zeelst, Veldhoven
- 2011/2012: Coin With a Mission, Centraal Museum Utrecht
- 2011: Kunstzaal van Heijningen, Den Haag[8]
- 2006: Over the edge, penningkunst in de 21e eeuw, Vereniging voor Penningkunst, Beelden aan Zee
- 1987: Beeldende Kunst Noord-Holland Noord 1987, Culturele Raad Noord-Holland, Ymuiden
- 1980: eindexamenexpositie, Gerrit Rietveld Academie, Amsterdam[3]